# Асоціація з розвитку штучного інтелекту
Асоціа́ція з ро́звитку шту́чного інтеле́кту або AAAI є міжнародною некомерційною науковою організацією, яка присвячена просуванню наукових знань про механізми мислення і розумної поведінки та їх втілення в машинах. AAAI також спрямована на підвищення суспільного розуміння штучного інтелекту (AI), поліпшення викладання і навчання практикуючих ШІ, і служить основою для планування досліджень та публікацій про важливість і потенціал поточних подій ШІ та майбутні напрямки.

## Історія
Організація була заснована в 1979 році під назвою «Американська асоціація з штучного інтелекту» і змінила свою назву в 2007 році на «Асоціація з розвитку штучного інтелекту». Асоціація має понад 6000 членів у всьому світі. На початку своєї історії, організацію представляли відомі в комп'ютерній науці люди, такі як: Аллен Ньюел, Едвард Фейгенбаум, Марвін Мінський і Джон Маккарті. Попереднім президентом Асоціації є Ерік Хорвиц, теперішнім президентом — Генрі Каутц.
Заступником президента є Мануела Велосо.

## Основні види діяльності Асоціації
Основні напрямки діяльності включають організації та фінансування конференцій, симпозіумів та семінарів, публікація щоквартального журналу для всіх членів, публікації книг, виробництво звітів, а також надання грантів, стипендій та інших почестей.

## Заходи
AAAI запроваджує велику кількість заходів з питань штучного інтелекту. AAAI є спонсором багатьох конференцій та симпозіумів, що проводяться кожен рік, а також надає підтримку 14 журналам в галузі штучного інтелекту. AAAI також заснувала «AAAI Прес» спільно з редакцією Массачусетського технологічного інституту в 1979 році для створення книг, що мають відношення до досліджень штучного інтелекту. Крім того, AAAI випускає щоквартальне видання, AI Magazine. Цей журнал був вперше опублікований в 1980 році.
AAAI організує «AAAI конференцію з питань штучного інтелекту», яка вважається однією з найкращих конференцій в галузі штучного інтелекту. Раз на два роки, AAAI працює з іншими організаціями — дослідниками Штучного Інтелекту в усьому світі, щоб скликати Міжнародну об'єднану конференція з штучного інтелекту (IJCAI).

## AAAI конференції з штучного інтелекту
- AAAI 2011, Сан-Франциско, США. [Архівовано 21 лютого 2012 у Wayback Machine.]
- AAAI 2010, Атланта, США. [Архівовано 2 березня 2012 у Wayback Machine.]
- AAAI 2008, Чикаго, США. [Архівовано 6 квітня 2012 у Wayback Machine.]
- AAAI 2007, Ванкувер, Канада. [Архівовано 16 січня 2012 у Wayback Machine.]
- AAAI 2006, Бостон, США. [Архівовано 18 березня 2012 у Wayback Machine.]
- AAAI 2005, Піттсбург, США. [Архівовано 14 лютого 2012 у Wayback Machine.]
- AAAI 2004, Сан-Хосе, США. [Архівовано 14 лютого 2012 у Wayback Machine.]
- AAAI 2002, Едмонтон, Канада. [Архівовано 14 лютого 2012 у Wayback Machine.]
- AAAI 2000, Остін, США. [Архівовано 14 лютого 2012 у Wayback Machine.]
- AAAI 1999, Орландо, США. [Архівовано 19 серпня 2013 у Wayback Machine.]
- AAAI 1998, Медісон, США. [Архівовано 14 лютого 2012 у Wayback Machine.]
- AAAI 1997, Провіденс, США. [Архівовано 14 лютого 2012 у Wayback Machine.]
- AAAI 1996, Портленд, США. [Архівовано 14 лютого 2012 у Wayback Machine.]
- AAAI 1994, Сієтл, США. [Архівовано 14 лютого 2012 у Wayback Machine.]
- AAAI 1993, Вашингтон, США. [Архівовано 14 лютого 2012 у Wayback Machine.]
- AAAI 1992, Сан-Хосе, США. [Архівовано 14 лютого 2012 у Wayback Machine.]
- AAAI 1991, Анахаймі, США. [Архівовано 14 лютого 2012 у Wayback Machine.]
- AAAI 1990, Бостон, США. [Архівовано 14 лютого 2012 у Wayback Machine.]
- AAAI 1988, Сент-Пол, США. [Архівовано 14 лютого 2012 у Wayback Machine.]
- AAAI 1987, Сієтл, США. [Архівовано 14 лютого 2012 у Wayback Machine.]
- AAAI 1986, Філадельфія, США. [Архівовано 14 лютого 2012 у Wayback Machine.]
- AAAI 1984, Остін, США. [Архівовано 14 лютого 2012 у Wayback Machine.]
- AAAI 1983, Вашингтон, США. [Архівовано 14 лютого 2012 у Wayback Machine.]
- AAAI 1982, Піттсбург, США. [Архівовано 14 лютого 2012 у Wayback Machine.]
- AAAI 1980, Стенфорд, США. [Архівовано 14 лютого 2012 у Wayback Machine.]

AAAI конференції не проводяться в роки, коли в Північній Америці проводиться Міжнародна об'єднана конференція з штучного інтелекту

## Нагороди
Щороку, Асоціація розвитку штучного інтелекту нагороджує її членів, шановних членів громади AI і перспективних студентів з наступними нагородами та почестями.

### Стипендіати AAAI
AAAI стипендіатами [Архівовано 19 квітня 2012 у Wayback Machine.] визнається невелика група членів AAAI, які внесли значний і тривалий внесок у галузі штучного інтелекту.

### Класична премія Paper Award
Класичною премією [Архівовано 19 травня 2018 у Wayback Machine.] нагороджують автора (авторів) робіт, які були написані минулого року і нині вважаються впливовими.

### AAAI Винагорода за відмінні заслуги
AAAI Винагороду [Архівовано 26 квітня 2012 у Wayback Machine.] за відмінні заслуги отримає одна людина щороку за надзвичайні заслуги перед суспільством AI.

### Премія Аллена Ньюелла
Премія Аллена Ньюела [Архівовано 23 квітня 2016 у Wayback Machine.], запроваджена під егідою Асоціації з обчислювальної техніки, була створена в 1993 році, щоб вшанувати пам'ять і досягнення Аллена Ньюела. Ця нагорода підтримується за рахунок гранту AAAI. Премія вручається в окремих відібраних випадках, які мають велике значення в інформатиці, або комп'ютерних науках.

### AAAI грамоти
AAAI видає сертифікати вдячності, щоб відзначити зусилля людей, які добровільно працювали протягом року у Асоціації.

### Премія Фейгенбаум
Премією Фейгенбаум [Архівовано 26 квітня 2012 у Wayback Machine.] нагороджують раз на два роки, щоб визнати і заохочувати видатні наукові досягнення в галузі Штучного Інтелекту, які зроблені за допомогою експериментальних методів інформатики.

### Премія за інноваційне застосування штучного інтелекту
Цю премію видають за тематичне дослідження програм, що включають в себе деякі аспекти технології AI.

### Премія, присвячена Роберту Енгелмору
Ця премія [Архівовано 6 березня 2012 у Wayback Machine.] щорічно вручається людині, яка показала, надзвичайні успіхи в AAAI і спільноти AI. У зв'язку з нагородою, одержувачу пропонують представити основну доповідь на конференції AAAI, а також підготувати супутню статтю для журналу AI. Ця нагорода була заснована в 2003 році на честь Роберту Енгелмора

### Премія відIntel
AAAI представляє спеціальну премію від INTEL [Архівовано 1 січня 2012 у Wayback Machine.] за виставку найкращих проектів в галузі комп'ютерних наук з компонентами штучного інтелекту.

### Премія за найкращого робота
AAAI видає нагороди переможцям щорічного конкурсу мобільного робота, які були проведені на Національній конференції з штучного інтелекту.